# Селскостопанска академия
Вижте пояснителната страница за други значения на Селскостопанска академия.
Селскостопанската академия (съкратено ССА) е научна организация със седалище в София, България. Извършва научни изследвания и приложна дейност в областта на земеделието, животновъдството и хранителната промишленост. Има право да подготвя докторанти по съответните научни дисциплини.

## История
По примера на Всесъюзната академия на селскостопанските науки „Ленин“ в Москва като български аналог е създадена отрасловата научна академия под името Академия на селскостопанските науки (АСН) със седалище в София през 1961 г. Тя има физически лица за членове, наричани с научното звание „академик“ (действителен член). Закрита е през 1971 г., като нейните членове и учени преминават към общонаучната БАН.
Само след година (1972) е създадена научно-образователната Селскостопанска академия „Георги Димитров“. Тя обединява научни институти и всички висши училища в страната, подготвящи специалисти в посочените най-горе научни направления. Закрита е след само 3 години (1975). Подобна научно-образователна функция и структура има и повече просъществувала обединена Медицинска академия (1972 – 1990).
Отново е учредена Селскостопанска академия с Указ 1008 (ДВ, бр. 34) на Държавния съвет през 1982 г. ССА обаче – за разлика от предишната ССА „Г. Димитров“, е само научна организация и не се занимава с обучение на студенти. В нея няма членство на учени, каквото има в първоначалната АСН.
Академията е преобразувана (ДВ, бр. 113/1999) в Национален център за аграрни науки (НЦАН) в края на 1999 г.
НЦАН е преименуван (ДВ, бр. 43/2008) с предишното название Селскостопанска академия (ССА) през 2008 г. През лятото на 2018 г. е приет новият Устройствен правилник на ССА, с който се внасят важни изменения в нейната структура. Въведени са научните звания академик и член-кореспондент от 1 август 2018 г. Академичният състав включва: академици, член-кореспонденти, чуждестранни членове и почетни членове на Академията, хабилитирани и нехабилитирани учени, доктори на науките и доктори от системата на Академията, докторанти
Председатели на Селскостопанска академия са акад. Титко Черноколев, акад.Христо Даскалов, акад. Куню Стоев, акад. Цено Хинковски, чл. кор. Васил Чичибаба, проф. Христо Кържин, акад. Цветан Цветков, проф. Светла Бъчварова, доц. Георги Костов, проф. Петър Славейков, проф. Христо Бозуков, проф. Тотка Трифонова, проф. Иван Пачев, проф. Васил Николов, проф. Мартин Банов, проф. Виолета Божанова.
Членове на изпълнителното бюро на Селскостопанска академия през последните години са проф. Никола Вичев, доц. Маргарита Николова, доц. Галина Панайотова, проф. Валентин Бъчваров, проф. Лазар Козелов, проф. Мая Игнатова, доц. Здравка Петкова, проф. Христо Даскалов, проф. Илиана Начева, проф. Елена Тодоровска.

## Структура
Централно управление
Селскостопанската академия се ръководи от управителен съвет с мандат от 4 години начело с председател, подпомаган от заместник-председател и главен научен секретар.
Председателят на Управителния съвет е също председател на ССА и председател на Изпълнителното бюро, което включва още заместник-председателя и главния научен секретар.
Координати: адрес: 1373, гр. София, ул. „Суходолска“ 30; тел.: 02/9299481; Факс: 02/9202067; e-mail: aa@acad.bg
Научни институти
- Агробиоинститут, София
- Добруджански земеделски институт, Генерал Тошево
- Земеделски институт, Стара Загора
- Земеделски институт, Шумен
- Институт по аграрна икономика, София
- Институт по декоративни растения, София
- Институт по животновъдни науки, Костинброд
- Институт по зеленчукови култури „Марица“, Пловдив
- Институт по земеделие, Карнобат
- Институт по земеделие, Кюстендил
- Институт по земеделие и семезнание „Образцов чифлик“, Русе
- Институт за изследване и развитие на храните (б. по консервна промишленост), Пловдив
- Институт по криобиология и хранителни технологии, София
- Институт по лозарство и винарство, Плевен
- Институт по мелиорации и механизация, София
- Институт по овощарство, Пловдив
- Институт по полски култури (б. по памука и твърдата пшеница), Чирпан
- Институт по планинско животновъдство и земеделие, Троян
- Институт по почвознание, агротехнологии и защита на растенията „Никола Пушкаров“, София
- Институт по растителни генетични ресурси „Константин Малков“, Садово
- Институт по рибарство и аквакултури, Пловдив
- Институт по рибни ресурси, Варна
- Институт по розата и етеричномаслените култури, Казанлък
- Институт по тютюна и тютюневите изделия, с. Марково (Област Пловдив)
- Институт по фуражните култури, Плевен
- Институт по царевицата, Кнежа

Други звена
- „Система за агропазарна информация“ (САПИ), София (държавно предприятие към ССА)
- 19 опитни станции (самостоятелни държавни предприятия) – във Варна, Видин, Враца, Кърджали, Лозница, Лом, Павликени, Пазарджик, Поморие, Самоков, Септември, Силистра, Сливен, Смолян, Средец, Търговище, с. Хан Крум (Област Шумен), Хасково, Ямбол.
- 2 експериментални бази (държавни предприятия към институти)
- Национален земеделски музей, София